# Cabo Tuxen
El cabo Tuxen es una cabo y promontorio rocoso que conforma el lado sur de la entrada a la bahía Waddington, en la península de Kiev en la costa oeste de la península Antártica, Antártida

## Historia y toponimia
Fue descubierta y nombrada en 1898 por la Expedición Antártica Belga, al mando de Adrien de Gerlache de Gomery, probablemente en honor a un aportante para la expedición. Fue fotografiado desde el aire por la Falkland Islands and Dependencies Aerial Survey Expedition (FIDASE), en 1956-1957, y cartografiada en 1958 por el Falkland Islands Dependencies Survey.

## Reclamaciones territoriales
Argentina incluye a la península Antártica en el departamento Antártida Argentina dentro de la provincia de Tierra del Fuego, Antártida e Islas del Atlántico Sur; para Chile forma parte de la comuna Antártica de la provincia Antártica Chilena dentro de la Región de Magallanes y de la Antártica Chilena; y para el Reino Unido integra el Territorio Antártico Británico. Las tres reclamaciones están sujetas a las disposiciones del Tratado Antártico.
Nomenclatura de los países reclamantes: 
- Argentina: cabo Tuxen[5][6]
- Chile: cabo Tuxen[7]
- Reino Unido: Cape Tuxen[4]